# Droga I/3 (Czechy)
Droga I/3 (cz. Silnice I/3) – droga I kategorii w Czechach, łącząca Pragę (za pośrednictwem fragmentu autostrady D1) przez Tábor z Czeskimi Budziejowicami oraz granicą czesko-austriacką w Dolnym Dvoristovie. Pierwszy etap trasy jest obecnie częścią autostrady D1. W przyszłości droga będzie bezpłatną alternatywą dla powstającej (częściowo istniejącej) autostrady D3. Po wybudowaniu jej w całości droga krajowa 3 otrzyma numer 603 (odcinek z Pragi do Městečka jest już tak oznakowany, podobnie jak krótki fragment drogi pod Czeskimi Budziejowicami). Na całej długości droga numer 3 jest częścią drogi europejskiej E55.